# Снежана Конеска Руси
Снежана Конеска Руси (Ниш, 8. децембар 1952) македонска је позоришна, телевизијска и гласовна глумица и редитељка.

## Биографија
Снежана Конеска Руси рођена је 8. децембра 1952. године у Нишу. Касније се преселила у Скопље, где је завршила основну и средњу школу. Дипломирала је на Факултету драмских уметности у Скопљу у класи Владимира Милчина и Љубише Георгиевског 1976. године. Била је успешна студенткиња и проглашена за најбољег студента 1976. године. Од 1999. до 2001. године је специјализирала режију на НАТФИЗ-у у Софији, за пантомиму и кореодраму, у класи Александра Илиева.
Македонска јавност опазила је Конеску Руси већ по првој улози и доприносима Дечјој радио драми у МРТ-у, где је била члан од 1963. до 1964. године. Од 1972. године, била је водитељка директних преноса Првог и Другог програма Македонског радија, као и водитељка Информативног програма Радио Скопља. Прву улогу је одиграла 1973. године, а 1974. добила је награду за најбољег младог глумца у часопису Млади борац. Године 1978. постала је редовна чланица Македонског народног позоришта, где је играла у више од 100 представа. Поред рада у матичном позоришту, активно је учествовала у позоришним пројектима у Куманову, Велесу, Битољу, Штипу и Струмици. Сарадница је и Позоришта за децу и омладину. Пензионисала се 2019. године.
Такође се појављивала као глумица, сценаристкиња и редитељка многих празничних пројеката и фестивала за децу („Златно славејче”, „Пинокио”, „Калинка”). Оснивач је фестивала пантомиме и физичког театра ПАНФИЗ, руководилац ДДС — школе за драмске глумце у општини Карпош, сарадница у мултиетничком програму ФАРЕ и сарадница на више пројеката Јеврејске заједнице Северне Македоније. Била је сценариста, текстописац, драматург и редитељ у бројним инклузивним и мултикултуралним пројектима за особе са и без хендикепа и широког спектра инвалидитета.
Годинама се бави синхронизацијом цртаних филмова на македонски језик као глумица, редитељка и кастинг директорка и сматра се доајеном македонске синхронизације. Од 2007. до 2013. године, радила је и на синхронизацијама цртаних филмова на српски језик, као глумица и кастинг директорка, у студију Кларион, за канал Minimax.
Мајка је једног детета, ћерке.

## Награде
- Награда листа Млад Борец за успешног младог глумца за улогу девојке у представи „Димна Јуда, град градила” и за монодраму „Ана Франк” (1974)
- Награда за епизодну улогу слепе девојке у представи „Крчма под зеленото дрво” на МТФ „Војдан Чернодрински” (1976)
- Награда за најбоље глумачко остварење за улогу Маргарите у представи „Ричард Трећи” на МТФ „Војдан Чернодрински” (1991)
- Награда „13. новембар” града Скопља за двадесетогодишњу глумачку каријеру, за активно учешће у јавним манифестацијама, у граду и Републици, за вођење и представљање македонске културе ван граница земље (1992)

## Филмографија
| Год.       | Назив                        | Улога              |
| ---------- | ---------------------------- | ------------------ |
| 1973.      | Залез зад езерската земја    | Аскина сестра      |
| 1974.      | Прва вечер                   |                    |
| 1980.      | Учитељ                       |                    |
| 1983.      | Премиера                     |                    |
| 1985.      | Од зад грб                   |                    |
| 1990.      | Еурека                       | Бароница           |
| 1991.      | Македонски народни приказни  |                    |
| 1992.      | Тврдокорни                   |                    |
| 1993.      | Еурека                       | Флоренс Најтингејл |
| 1993.      | Дајте музика                 | Снешка             |
| 1997.      | Циганска магија              | Докторка           |
| 1999−2001. | Во светот на бајките         |                    |
| 2000.      | Големи и мали                | Директорка         |
| 2000−2001. | Погрешно време               | Лимбе              |
| 2001.      | Светот има осум страни       |                    |
| 2002.      | Звукот на светлината         | Невена             |
| 2002.      | Наше маало                   | Комшиница          |
| 2003.      | Нежната прашина на заборавот |                    |
| 2008.      | Кукен совет                  |                    |
| 2009−2010. | Народни приказни             | Тетка Летка        |
| 2011.      | Трето по машко               | Рајне              |
| 2015.      | Македонски народни приказни  |                    |
| 2016.      | Вистинска љубов              | Рајна              |
| 2016−2017. | Македонски стари приказни    |                    |
| 2018.      | Ругање со Христос            |                    |
| 2023.      | Бистра вода                  |                    |

## Улоге у српским синхронизацијама
| Цртани филм                                          | Улога                                                              |
| ---------------------------------------------------- | ------------------------------------------------------------------ |
| Анималија (Кларион)                                  | Мелба, Лизи, Сани                                                  |
| Барби и Крцко Орашчић (Кларион)                      | Тетка Елизабет, сова, слушкиња                                     |
| Барби као Златокоса (Кларион)                        | Кели, Катрина                                                      |
| Барби: Лабудово језеро (Кларион)                     | Одил, краљица                                                      |
| Барби као принцеза и просјакиња (Кларион)            | Краљица, кројачица, слушкиња                                       |
| Барби: Феритопија (Кларион)                          | Топас, Далија                                                      |
| Барби: Чаробни пегаз (Кларион)                       | Краљица облака Рајла, вила #3, трол/супруга #2, редитељка          |
| Барбин дневник (Кларион)                             | Ракел, директорка                                                  |
| Барби и дијаманстки дворац (Кларион)                 | Лидија (говор), Дори, Стејси                                       |
| Барби у Божићној причи (Кларион)                     | Дух прошлих Божића, дух садашњег Божића, Ен, гђа Биднел, Нел, Ники |
| Барби Палчица (Кларион)                              | Крисела, Макенина мајка                                            |
| Барби и три мускетара (Кларион)                      | Коринина мајка, Мадам де Бос                                       |
| Барби у причи о сирени (Кларион)                     | Ерис, Сиренка, Ди                                                  |
| Барби у модној бајци (Кларион)                       | Тетка Милисент, Искра                                              |
| Барби у свету вила (Кларион)                         | Кери итд.                                                          |
| Барби: Школа за принцезе (Кларион)                   | Дејм Девин                                                         |
| Барби: Савршени Божић (Кларион)                      | Стејси (говор), тетка Мили                                         |
| Барби: Марипоза и кристални вилењаци                 | Гвилион                                                            |
| Барби у ружичастим ципелама                          | Тара, Хана                                                         |
| Вилењаци                                             | Нели, Меривел, госпођа Кумбс, Типикол                              |
| Дугина чаролија: Повратак на острво чаробних капљица | Кирсти, Руби, Брил                                                 |
| Гњури, Оли, гњури                                    | Дејви итд.                                                         |
| Емили Џоли                                           | Каменчић, Мери, Емилина мама                                       |
| Јеж Алфред на задатку                                | Камил, Синтија                                                     |
| Јакари (Кларион)                                     | Мала Дуга                                                          |
| Кају (Кларион)                                       | Мама, Рози                                                         |
| Камелот                                              |                                                                    |
| Ленин ранч (Кларион)                                 | Саманта, Вина, разни женски ликови                                 |
| Мала принцеза (Кларион)                              | Принцеза                                                           |
| Мала сирена (Кларион)                                | Клариса, морска вештица, Мирандине сестре                          |
| Мали џин                                             | сви женски ликови осим Емили и Фионе                               |
| Марта — пас који говори (Кларион)                    | Хелен Лорен, госпођа Демсон, госпођа Класки                        |
| Мери-Кејт и Ешли у акцији                            | Роми Бејтс, разни ликови                                           |
| Мис Спајдер и дечица из Сунчане долине               | Мис Спајдерина мама                                                |
| Мистерије госпође Малард                             | разни ликови                                                       |
| Морске принцезе                                      | Полвина                                                            |
| Палчица                                              | Мишица                                                             |
| Пустоловине са браћом Крет (Кларион)                 | Донита                                                             |
| Ратник Кишна Кап                                     | Шао Јен                                                            |
| Радознали Џорџ (Кларион)                             | Бетси, професорка Мудрић                                           |
| Редвол                                               |                                                                    |
| Рори — тркачки ауто (Кларион)                        | Марша, Брзи                                                        |
| Ружно паче                                           | Мама патка, старица                                                |
| Ти-рекс експрес                                      |                                                                    |
| Том и Џери                                           | Тафи, Тудлс, Хилди                                                 |
| Трансформерси: Робоспасиоци (Кларион)                | Дени, Френки                                                       |
| Фиксизи (Кларион)                                    | Масја                                                              |
| Френклин и пријатељи                                 | Лисац, зец                                                         |
| Хорсленд (Кларион)                                   | Сара Витни, Зои Стилтон, Скарлет                                   |
| Чаробне зубне виле                                   | Баста, Лумина                                                      |
| Чаробница Лили                                       | разни ликови                                                       |
| Шумковићи                                            |                                                                    |